# 후두개 방출음
후두개 방출음(喉頭蓋放出音)은 자음의 하나로, 후두개에서 조음하는 방출음이다. IPA 기호는 ʡʼ이다. 다르기어 자음에 이 음성이 있다.
듣기:

## 조음
성대를 닫고 후두개를 폐쇄하여 공기를 가두었다가, 성문을 위로 올려 폐쇄를 개방하면서 내는 방출음이다.